# Simonovbreen
Der Simonovbreen (norwegisch) ist ein 7 km langer Gletscher im Nordosten der westantarktischen Peter-I.-Insel. Er liegt zwischen der Ranvika im Süden und der Kvalvika im Norden. Dabei trennt er die Mirny-Küste von der Von-Bellingshausen-Küste.
Wissenschaftler des Norwegischen Polarinstituts benannten ihn nach Iwan Michailowitsch Simonow (1794–1855), Astronom bei der ersten russischen Antarktisexpedition (1819–1821) unter der Leitung von Fabian Gottlieb von Bellingshausen, dem Entdecker der Peter-I.-Insel.